# La defensa de Cadis
La defensa de Cadis contra els anglesos, també conegut simplement com La defensa de Cadis, és un quadre de Francisco de Zurbarán que es troba en exposició al Museu del Prado a Madrid. Es tracta d'un oli sobre llenç de 302 cm d'alçada i 323 cm d'amplada. L'obra s'havia atribuït inicialment a Eugenio Cajés.
L'escena representa la defensa que les forces espanyoles van fer de la ciutat de Cadis l'any 1625 davant l'atac de la flota conjunta angloholandesa sota el comandament d'Edward Cecil. En primer terme apareix el governador de Cadis, Fernando Girón (assegut, ja que estava malalt), donant ordres als seus subordinats (davant seu, el tinent de maestre de camp Diego Ruiz), mentre que al fons s'hi observa el desembarcament de les tropes atacants a la fortalesa del Puntal, a la badia de Cadis.
El quadre formava part d'un encàrrec decoratiu per al Saló de Regnes del palau del Buen Retiro. També s'havia encarregat a Zurbarán una sèrie de deu quadres sobre els dotze treballs d'Hèracles, que actualment són al Prado.